# Майоров, Леонид Леонидович
Леони́д Леони́дович Майо́ров (7 февраля 1937, Ленинград — 15 декабря 2005, Томск) — советский и российский скульптор и график, автор монументальных и станковых композиций, портретов.

## Биография
Родился в Ленинграде 7 февраля 1937 года в рабочей семье. Во время Великой Отечественной войны, с 1941 по 1943 год, находился в блокадном Ленинграде.
После окончания войны в 1951 году начал учиться в детской художественной школе. В 1952 году поступил в Ленинградском художественном училище им. В. А. Серова и обучался там у В. И. Сычёва, Л. К. Вальца и В. М. Судакова до 1957 года. С 1961 по 1967 год получал образование на скульптурном факультете Ленинградского института живописи, скульптуры и архитектуры им. И. Е. Репина. Его преподавателями там были И. Н. Иванов-Скобликов, В. Н. Соколов и Н. М. Пугачёв. В 1966 году по программе обмена студентов учился в Праге.
После окончания института в 1967 году по личной инициативе получил распределение в Томские художественно-производственные мастерские. Приехав в Томск, в том же году начал работать в Детской художественной школе № 1 и проработал там до 1982 года. С 1968 года активно участвовал в выставочной деятельности. В 1971 году избирался депутатом Томского городского Совета депутатов трудящихся. С 1979 по 1989 год преподавал на кафедре рисунка в Томском инженерно-строительном институте и в 1999 году занял должность доцента там же. В 1989 году вступил в Союз художников России.
Леонид Леонидович Майоров скончался в Томске 15 декабря 2005 года.
26 декабря 2008 года в Томском художественном музее прошла выставка работ скульптора.

## Монументальные работы
- 1969 г. — стела писательнице Г. Е. Николаевой в деревне Мазалово Томской области.
- 1971 г. — памятник В. И. Ленину в селе Моряковский Затон Томской области.
- 1972 г. — стела работникам Томского манометрового завода, погибшим в годы Великой Отечественной войны, на Комсомольском проспекте в Томске[4].
- 1972 г. — памятник В. И. Ленину в посёлке Самусь Томской области.
- 1973 г. — памятник сотрудникам Томской клинической психиатрической больницы, погибшим в годы Великой Отечественной войны, на улице Алеутской в Томске.
- 1976 г. — памятник погибшим воинам в селе Парабель Томской области.
- 1985 г. — памятник матери погибших воинов в селе Новосергеевка Кожевниковского района
- 2000 г. — стела героям Великой Отечественной войны в Лагерном саду в Томске.
- 2000 г. — фрагменты памятника воинам томского пехотного полка, защищавшим Россию в Отечественной войне 1812 года, в Лагерном саду в Томске.
- 2004 г. — памятник односельчанам, погибшим в годы репрессий, в селе Парабель Томской области.
- 2005 г. — памятник Герою Советского Союза А. Ф. Лебедеву на улице Карла Ильмера в Томске.